# Growing Wings
Singles de Lara Fabian
L'Oubli
(2016) Choose What You Love Most (Let It Kill You)
(2017)
Pistes de Camouflage
Chameleon
(2)
Growing Wings est le premier single issu de Camouflage, le 13e album studio de la chanteuse belgo-canadienne Lara Fabian.

## Clip vidéo
Le clip vidéo de Growing Wings est tourné en pleine nature en Islande. Réalisé dans une ambiance relativement sombre, la chorégraphie du clip est effectuée par un danseur sous la cascade de Skógafoss,.

## Versions
| 1. | Growing Wings | 3:36 |

| 1. | Growing Wings (Offer Nissim Remix) | 6:77 |

## Classements hebdomadaires
| Classement (2015)                              | Meilleure position |
| ---------------------------------------------- | ------------------ |
| Belgique (Wallonie Ultratip Bubbling Under 50) | 46                 |
| France (SNEP)                                  | 36                 |
| France (SNEP Téléchargement)                   | 36                 |